# Zsuzsa Verőci
Dans le nom hongrois Verőci Zsuzsa, le nom de famille précède le prénom, mais cet article utilise l’ordre habituel en français Zsuzsa Verőci, où le prénom précède le nom.
Zsuzsa Verőci ou Verőci-Petronić est une joueuse d'échecs hongroise née le 19 février 1949 à Budapest, grand maître international féminin depuis 1978 et qui fut pendant plus de dix ans une des dix meilleures joueuses mondiales. 

## Championne de Hongrie
Zsuzsa Verőci a remporté trois fois le championnat de Hongrie : en 1973, 1977 et 1983.

## Olympiades
Zsuzsa Verőci a représenté la Hongrie lors de dix olympiades féminines de 1966 à 1992, remportant quatre médailles d'argent par équipe (en 1969, 1978, 1980 et 1986), deux médailles de bronze par équipe (en 1972 et 1982), trois médailles d'argent individuelles (en 1969, au deuxième échiquier. en 1980 au premier échiquier et en 1992 au troisième échiquier) et deux médailles de bronze individuelles au premier échiquier (en 1982 et 1984).

## Championnats du monde féminins
Zsuzsa Verőci a participé à sept tournoi interzonaux et à un tournoi des candidates au championnat du monde féminin :
- en 1973, elle fut neuvième du tournoi interzonal avec 11,5 points sur 19 ;
- en 1976, elle fut cinquième du tournoi interzonal avec 8,5 points sur 13 ;
- en 1979, elle fut deuxième du tournoi interzonal de Rio de Janeiro avec 12 points sur 16 ;
- en 1980, elle fut éliminée en quart de finale du tournoi des candidates par Nana Iosseliani (3 à 6) ;
- en 1982, elle finit dixième ex æquo de l'interzonal de Tbilissi avec 6,5 points sur 14 ;
- en 1985, elle fut cinquième ex æquo de l'interzonal de La Havane avec 7 points sur 13 ;
- en 1987, elle fut sixième ex æquo de l'interzonal de Tuzla avec 10 points sur 17 ;
- en 1991, elle marqua la moitié des points (6,5 / 13) lors de l'interzonal de Subotica.

## Classements mondiaux
Dans les classements internationaux féminins publiés par la Fédération internationale des échecs, Zsuzsa Verőci fut classée régulièrement à la septième ou huitième place mondiale de 1977 à 1987